# ミジント
ミジント（伊: Misinto）は、イタリア共和国ロンバルディア州モンツァ・エ・ブリアンツァ県にある、人口約5,700人の基礎自治体（コムーネ）。

## 地理

### 位置・広がり

#### 隣接コムーネ
隣接するコムーネは以下の通り。括弧内のCOはコモ県所属を示す。
- コリアーテ
- ラッツァーテ
- レンターテ・スル・セーヴェゾ
- ロヴェッラスカ (CO)
- ロヴェッロ・ポッロ (CO)

### 気候分類・地震分類
気候分類では、zona E, 2524 GGに分類される。
また、イタリアの地震リスク階級 (it) では、zona 4 (sismicità molto bassa) に分類される。